# Vincencia
A Vincencia a latin Vincentius (magyarul Vince) férfinév női párja.

## Gyakorisága
Az 1990-es években szórványos név, a 2000-es években nem szerepel a 100 leggyakoribb női név között.

## Névnapok
- január 27.[2]
- február 1.[2]
- április 20.[2]